# NAMI 041M
NAMI 041M – samochód wyścigowy konstrukcji NAMI, wystawiany na początku lat 60. w Sowieckiej Formule 3.

## Historia
Model został zbudowany w 1959 roku przez Aleksandra Peltczera jako następca Zwezdy. Ze względu na ograniczenie w Sowieckiej Formule 3 pojemności silników do 500 cm³, pojazd był wyposażony w popularną jednostkę IMZ M52S pochodzącą z motocykla Ural. Ten silnik o pojemności 494 cm³ osiągał moc około 40 KM przy 7000 obr./min. Nadwozie zostało zbudowane wokół kratownicy przestrzennej, a karoserię wykonano z plastiku.
Pojazdem tym ścigał się Gieorgij Surguczew. Kierowca odniósł łatwe zwycięstwo w debiucie na torze Newskoje Kolco. W Tallinnie Surguczew po słabym starcie zajął piąte miejsce, a wygrał Enn Griffel na lekkiej Estonii 3. Surguczew zdobył jednak tytuł mistrzowski.
Surguczew ścigał się NAMI do 1962 roku, kiedy to wygrał rundę w Leningradzie. W tym samym roku model zmodyfikowano poprzez zastąpienie silnika IMZ jednostką SMZ S51 o pojemności 496 cm³ i mocy 51 KM przy 8420 obr./min., zdolną osiągnąć 150 km/h. 
Następnie samochód został przekazany do laboratorium MADI. W wyścigach w ZSRR był wystawiany do 1967 roku.